# Fréteval
Fréteval ist eine französische Gemeinde mit 1065 Einwohnern (Stand 1. Januar 2022) im Département Loir-et-Cher in der Region Centre-Val de Loire; sie gehört zum Arrondissement Vendôme und zum Kanton Le Perche.

## Geografie
Die Gemeinde Fréteval liegt am Loir, 18 Kilometer nordöstlich von Vendôme.

## Geschichte
Am 3. Juli 1194 vernichtete  Richard Löwenherz nach einem Sieg gegen Philipp Augustus in dem Gefecht von Fréteval die königlichen Archive, die Philipp auf seiner Flucht zurückgelassen hatte, darunter auch die Steuerlisten. Dieser Verlust gilt als Auslöser zur Gründung der Archives nationales in Paris.

## Bevölkerungsentwicklung
| Jahr                       | 1962 | 1968 | 1975 | 1982 | 1990 | 1999 | 2006 | 2018 |
| Einwohner                  | 829  | 899  | 909  | 863  | 848  | 897  | 1024 | 1075 |
| Quellen: Cassini und INSEE |      |      |      |      |      |      |      |      |

## Sehenswürdigkeiten
- Tour de Grisset: Ausgrabungen in den 1950er Jahren enthüllten, dass der Turm zu den Thermen einer Villa des 2. Jahrhunderts gehört haben muss.
- Donjon vom Ende des 11. Jahrhunderts ist einer der ältesten runden Donjons Frankreichs
- Kapelle Notre-Dame-du-Sacré-Coeur
- Kirche Saint-Nicolas
- Ruinen der Kirche Saint-Victor

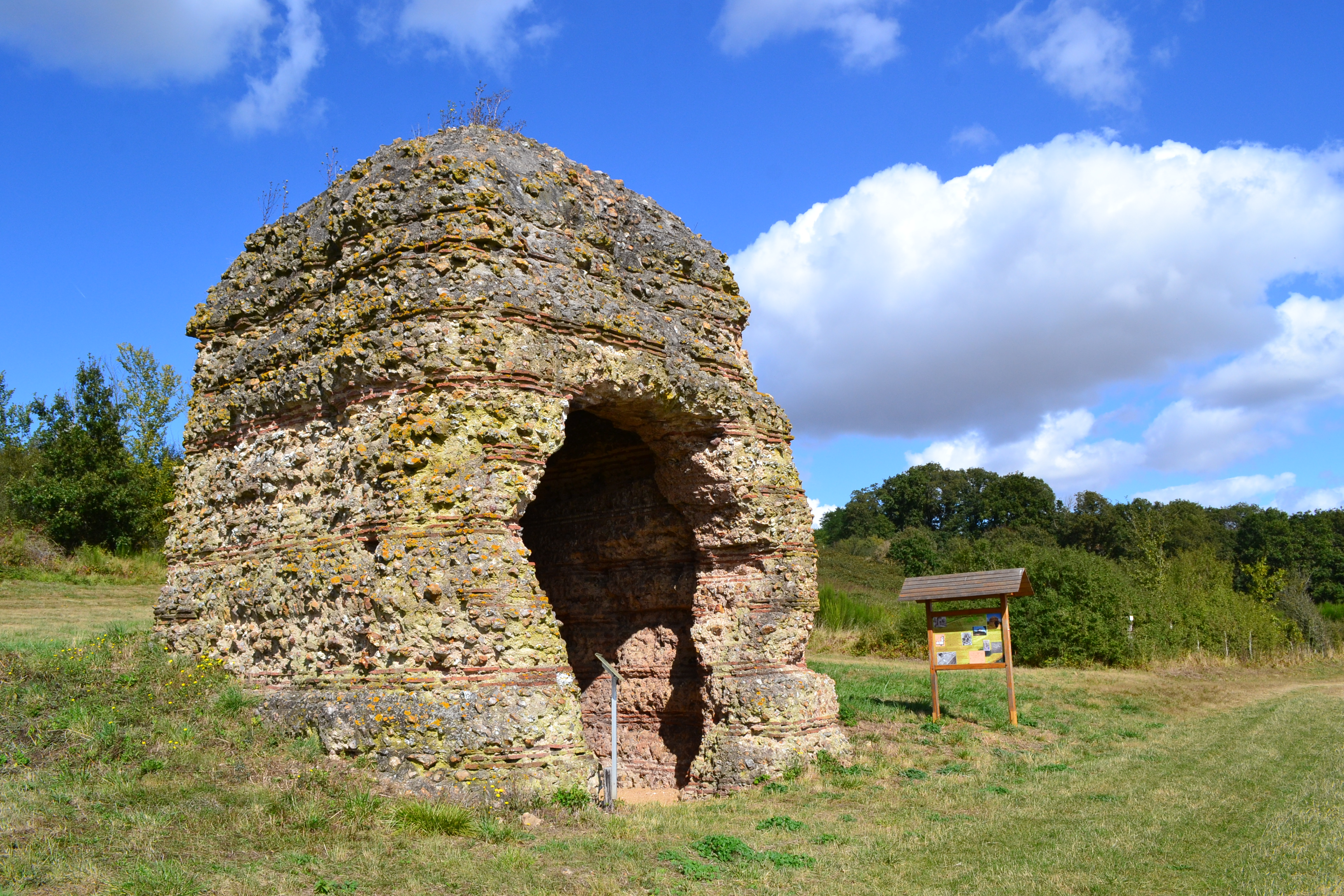
Tour de Grisset
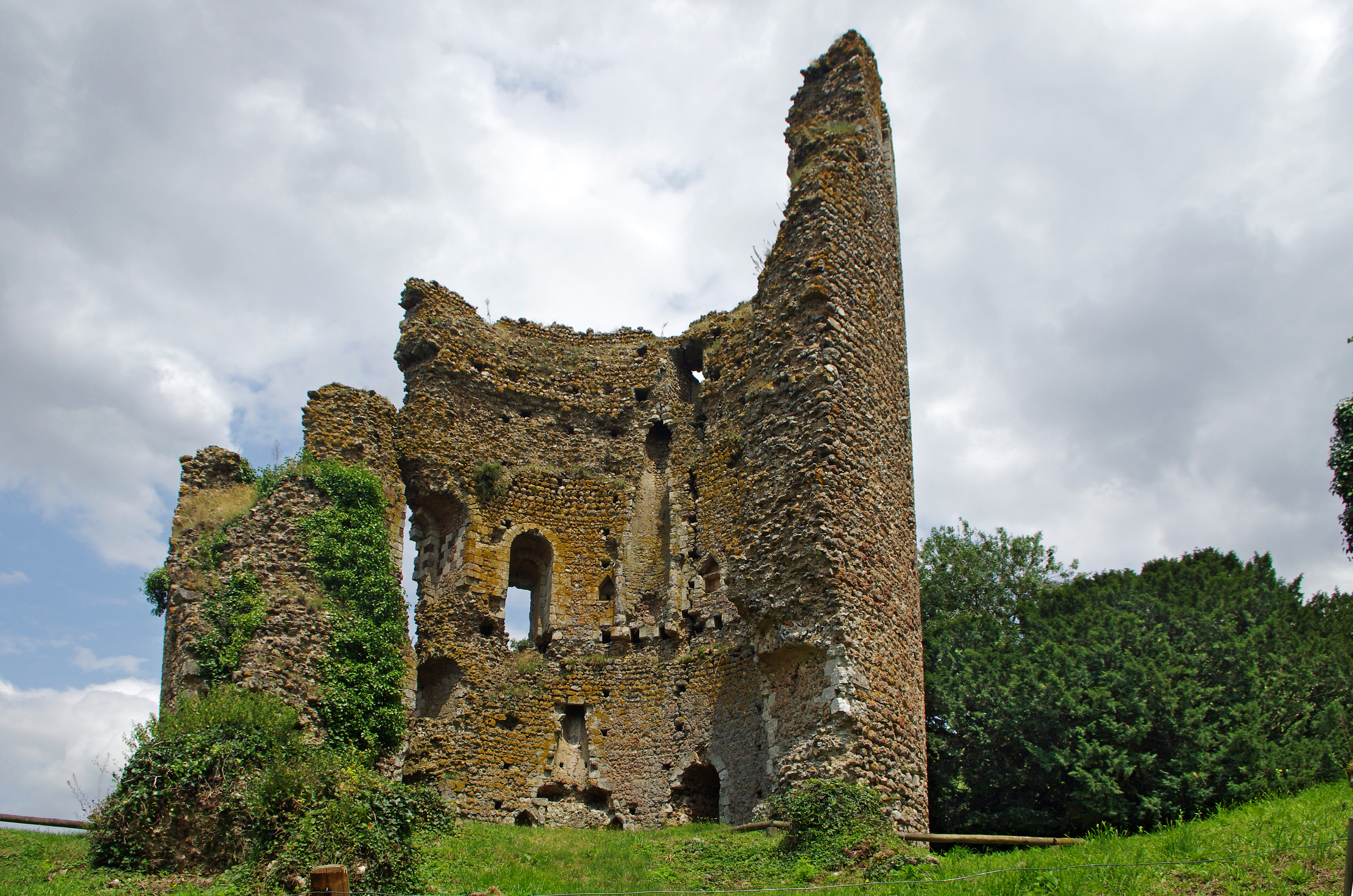
Ruinen der Kirche Saint-Victor
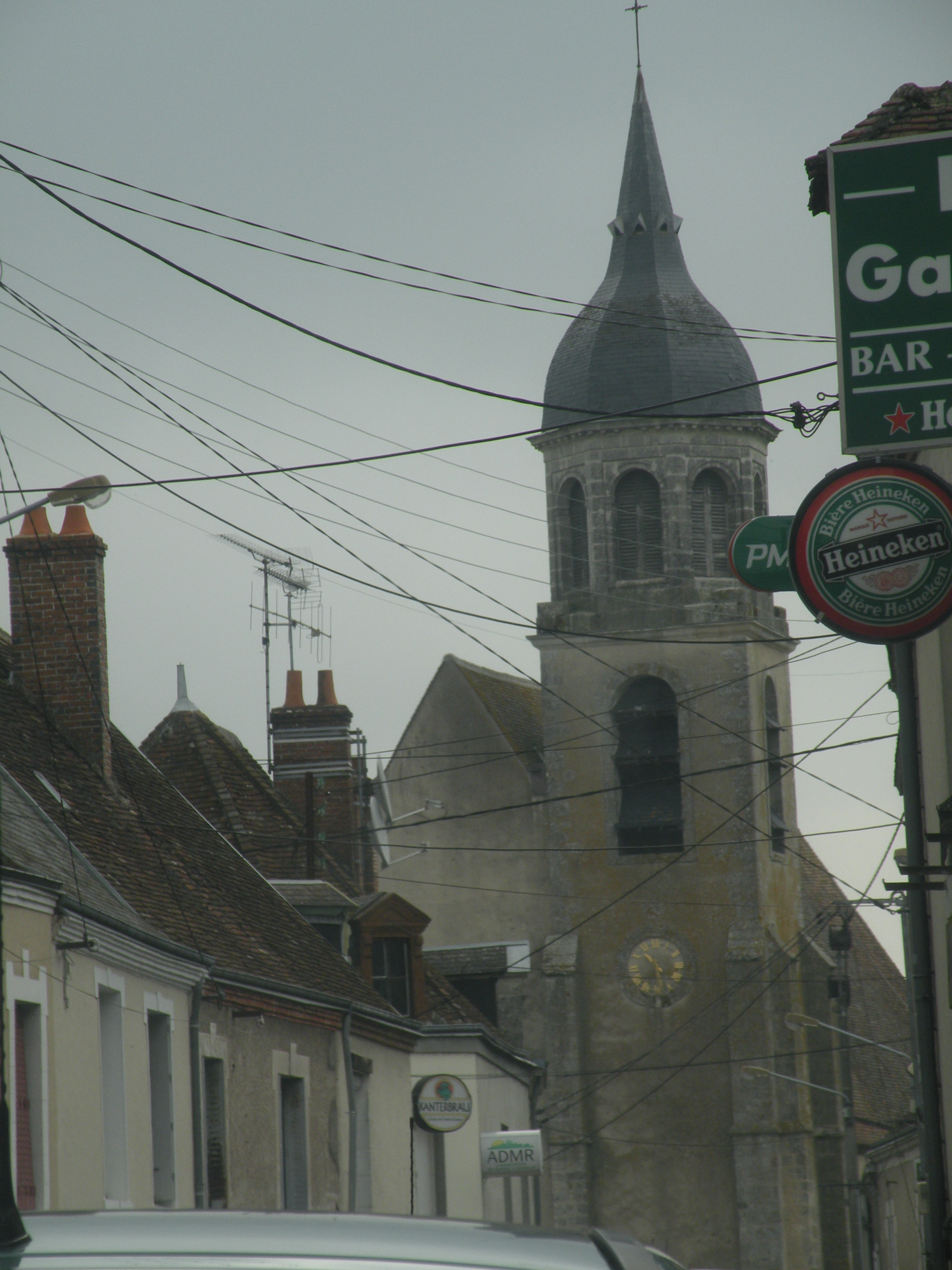
Kirche Saint-Nicolas
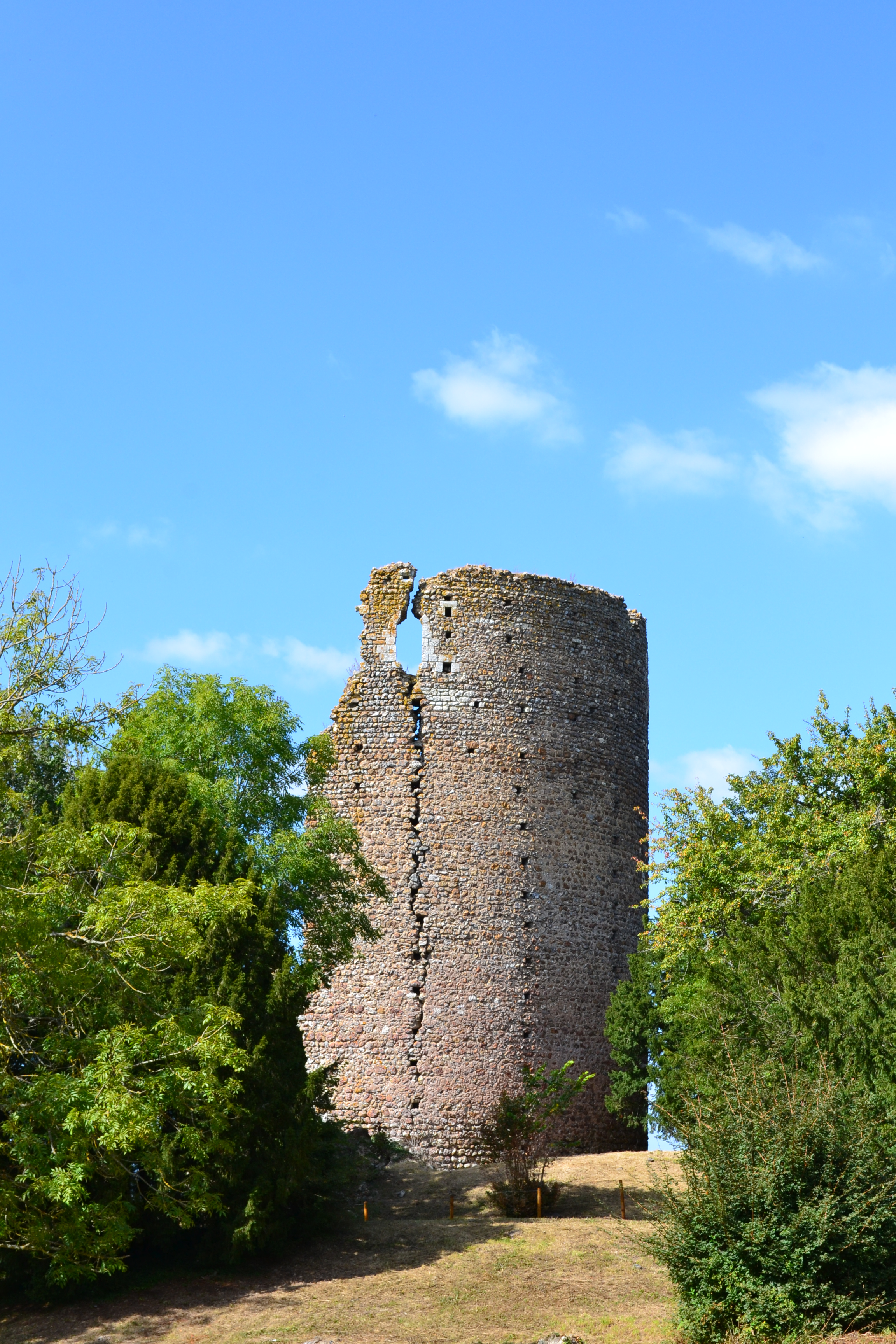
Donjon